# David Morse
David Morse, és un actor cinematogràfic americà. Va néixer a Hamilton, Massachusetts.

## Biografia
En els anys setanta comença la seva carrera artística com a agent de teatral a Boston. En els principis dels anys vuitanta es mou per Nova York per a participar en "SIT-COM" dels canals americans de la televisió. La primera aparició cinematogràfica està en els nois de la barra dirigida per Richard Donner, l'any 1980.
D'aquesta aparició passaran més de 10 anys, abans que torni a la pantalla gran. La seva figura és aquella del carterista, enganxat sovint als papers negats amb una mica del cop Hollywoodienc del trencament violent dels anys noranta i del contemporani.
També ha estat un actor de la sèrie de televisió House.

## Filmografia

### Cinema
- 1980: Inside Moves: Jerry Maxwell.
- 1990: Desperate Hours de Michael Cimino: Albert
- 1991: Estrany vincle de sang (The Indian Runner): Joe Roberts
- 1993: El bon fill: Jack
- 1994: La fugida: Jim Deer Jackson
- 1995: Creuant l'obscuritat (Crossing Guard): John Booth
- 1995: 12 Monkeys: Dr. Peters
- 1996: En creuar el límit: Frank Hare
- 1996: Rock: comandant Tom Baxter
- 1996: Memòria letal (The Long Kiss Goodnight) de Renny Harlin: Luke / Dédale
- 1997: Contact de Robert Zemeckis: Ted Arroway, el pare de Ellie
- 1998: Negociador: Adam Beck
- 1999: Bojos a Alabama: Dove Bullis
- 1999: The Green Mile: Brutus Howell, va dir « Brutal »
- 2000: Dancer in the Dark: Bill Houston
- 2000: Piégé: Edgar Clenteen
- 2000: Prova de vida: Peter Bowman
- 2001: Cors a l'Atlàntida (Hearts in Atlantis): Bobby Garfield, adult.
- 2002: Doble Visió: Kevin Richter
- 2003: El dia a dia d'un sacerdot urbà: Weir, Peter
- 2005: Down in the Valley: Wade
- 2005: Dreamer: Everett Palmer
- 2006: 16 carrers (16 Blocks): Frank Nugent
- 2007: Disturbia: Turner
- 2008: Els Passatgers: Arkin
- 2009: The Hurt Locker: Coronel Reed
- 2010: Shanghai: Richard Astor
- 2010: Mother and Child: Tom
- 2011: Drive Angry 3D: Webster
- 2011: Collaborator: Gus Williams
- 2012: The Odd Life of Timothy Green: James Green Sr.
- 2013: World War Z: l'ex-agent de la CIA
- 2013: McCanick: Eugene « Mack » McCanick
- 2013: Winter in the blood
- 2014: Horns: Dale Williams
- 2015: Sol contra tots de Peter Landesman: Mike Webster
- 2015: The Boy: John Henley
- 2017: Trouble

### Televisió
- 1982: Hospital St Elsewhere: Dr. Jack Morrison
- 1983: Prototip: Michael
- 1989: Cross of fire: Klell Henry
- 1993: SeaQuest, sea police: Lenny Sutter
- 1995: The Langoliers: Brian Engle
- 2002: Hack: Mike Olshansky
- 2006: Dr House: Michael Tritter (6 episodis)
- 2008: John Adams: George Washington
- 2009: Médium: Douglas Lydecker (3 episodis)
- 2010-2013: Treme: Terry Colson (24 episodis)
- 2015: True Detective: Eliot Bezzerides
- des de 2016: Outsiders: Big Foster Farrell